# Cérémonie d'ouverture des Jeux olympiques d'été de 2020
La cérémonie d'ouverture des Jeux olympiques d'été de 2020 débute le 23 juillet 2021 au nouveau stade olympique national à Tokyo au Japon à 20 h JST (11 h UTC).

## Contexte
Le comité d'organisation des Jeux Olympiques et Paralympiques de Tokyo (TOCOG) a rendu le premier rapport des préparatifs en décembre 2017, avec la publication du document « Politique de base » pour les cérémonies olympiques et paralympiques. Le document était basé sur les commentaires d'experts et les opinions du public japonais et comprend les éléments fondamentaux pour le positionnement et le concept global des quatre cérémonies. La cérémonie d'ouverture olympique doit présenter les thèmes et les concepts des quatre cérémonies, y compris la paix, la coexistence, la reconstruction, l'avenir, le Japon et Tokyo, les athlètes et l'implication.
En juillet 2018, Mansai Nomura, acteur de théâtre traditionnel japonais, a été nommé directeur de la création en chef pour les cérémonies d'ouverture et de clôture.
Le 24 mars 2020, le CIO et le comité d'organisation de Tokyo ont officiellement annoncé que sur la pandémie de COVID-19, les Jeux olympiques et paralympiques d'été de 2020 seraient reportés à 2021 et se tiendraient au plus tard à l'été 2021, suivi le 30 mars 2020 de l’annonce que la cérémonie aurait lieu le 23 juillet 2021
En décembre 2020, Mansai Nomura démissionne de son poste et devient conseiller, Hiroshi Sasaki lui est nommé nouveau directeur de la création en chef pour les cérémonies de Tokyo. En mars 2021, Sasaki démissionne après avoir fait un commentaire sexiste sur la comédienne et icône de la mode japonaise Naomi Watanabe, un mois après la démission du président du comité Yoshiro Mori pour des faits similaires.
En juin 2021, le comité annonce les nouvelles jauges qui seront appliquées  : bien qu'un plafond de 10 000 personnes a été instaurée (hors invités spéciaux, organisation, groupes scolaires), une capacité d'au moins 20 000 sera admis , les spectateurs seront invités à être masqués et se taire.

## Préparatifs
Le 14 juillet 2021, le comité d'organisation a annoncé l'équipe créative pour les cérémonies d'ouverture et de clôture des Jeux olympiques et paralympiques, et a nommé Keigo Oyamada de Cornelius comme l'un des compositeurs,. Cette nomination a suscité des critiques sur les médias sociaux en raison de l'intimidation passée d'Oyamada à l'égard de personnes souffrant de handicaps apparents, comme le syndrome de Down,. Omayada a admis avoir maltraité des personnes handicapées dans des interviews qui ont refait surface après sa nomination.
Le 16 juillet, une semaine avant la cérémonie d'ouverture, le Comité d'organisation des Jeux olympiques et paralympiques, dont la perspicacité et le bon sens étaient mis en doute, a annoncé son soutien à son maintien en tant que compositeur . Toshirō Mutō, le directeur général du comité d'organisation, a déclaré qu'il souhaitait qu'Oyamada reste impliqué. Oyamada démissionne finalement de son poste le 20 juillet.
Le 22 juillet, le directeur artistique de la cérémonie, Kentaro Kobayashi, est démis de ses fonctions pour une blague sur l'Holocauste remontant à 1998, malgré ses excuses.

## Déroulement
Le défilé des délégations lors de la Cérémonie d'ouverture se fait notamment au son de la musique de classiques du jeux vidéo japonais.

## Liste des représentants présents

### Nations
| Pays          | Personnalité                                         | Titre |
| ------------- | ---------------------------------------------------- | --- |
| Arménie       | Armen Sarkissian                                     | Président de la République |
| Australie     | Richard Colbeck Annastacia Palaszczuk                | Ministre des Sports Première ministre du Queensland                                                                                   |
| Bulgarie      | Andrey Kuzmanov                                      | Ministre de la Jeunesse et des Sports                                                                                                 |
| Canada        | Carla Qualtrough                                     | Ministre de l’Emploi, du Développement de la main-d’œuvre et de l'Inclusion des personnes handicapées                                 |
| Chine         | Gou Zhongwen                                         | Directeur général de l'administration des Sports                                                                                      |
| Corée du Sud  | Hwang Hee                                            | Ministre de la Culture, des Sports et du Tourisme                                                                                     |
| Croatie       | Kolinda Grabar-Kitarović                             | Ancienne présidente de la République et membre du CIO                                                                                 |
| États-Unis    | Jill Biden                                           | Première dame |
| Finlande      | Antti Kurvinen                                       | Ministre des Sciences et de la Culture                                                                                                |
| France        | Emmanuel Macron                                      | Président de la République |
| Grèce         | Lefteris Avgenakis                                   | Vice-Ministre de la Culture et des Sports                                                                                             |
| Inde          | Anurag Thakur                                        | Ministre des Sports |
| Italie        | Valentina Vezzali                                    | Secrétaire d'État aux Sports |
| Japon         | Naruhito Yoshihide Suga Yuriko Koike Seiko Hashimoto | Empereur Premier ministre Gouverneure de Tokyo Présidente du Comité d'organisation des Jeux olympiques et paralympiques d'été de 2020 |
| Jordanie      | Fayçal ben al-Hussein                                | Prince et membre du CIO |
| Kosovo        | Vjosa Osmani                                         | Présidente |
| Lituanie      | Linas Obcarskas                                      | Vice-Ministre de l'Éducation et des Sports                                                                                            |
| Luxembourg    | Henri                                                | Grand-duc |
| Monaco        | Albert II                                            | Prince |
| Mongolie      | Luvsannamsrai Oyun-Erdene                            | Premier ministre |
| Monténégro    | Zdravko Krivokapić                                   | Premier ministre |
| Pologne       | Andrzej Duda                                         | Président de la république |
| Royaume-Uni   | Nigel Huddleston                                     | Sous-secrétaire d'État parlementaire au Sport, au Tourisme et à l'Héritage                                                            |
| Saint-Marin   | Gian Carlo Venturini et Marco Nicolini               | Capitaine-régents |
| Slovénie      | Simona Kustec                                        | Ministre de la Recherche, de l'Éducation et des Sports                                                                                |
| Soudan du Sud | Rebecca Nyandeng De Mabior                           | 4e Vice-présidente du Soudan du Sud                                                                                                   |
| Suisse        | Guy Parmelin                                         | Président de la Confédération |

### Organisations internationales
| Pays | Personnalité               | Titre |
| ---- | -------------------------- | --- |
| CIO  | Thomas Bach                | Président                                                                                                |
| ONU  | Ban Ki-moon Filippo Grandi | Ancien Secrétaire général et membre de la commission d'éthique du CIO Haut Commissaire pour les réfugiés |
| OMS  | Tedros Adhanom Ghebreyesus | Directeur général                                                                                        |

## Porte-drapeaux
Les comités nationaux défilent dans l'ordre alphabétique de la langue de la nation organisatrice, en l'occurrence le japonais. Il y a quatre exceptions :
- la délégation ouvrant la marche est celle de la Grèce, en sa qualité de pays fondateur des Jeux olympiques
- elle est suivie en deuxième position par l'équipe des athlètes olympiques réfugiés
- les futurs pays hôtes clôturent le défilé en avant dernière-position, soit les États-Unis pour les Jeux de Los Angeles 2028, puis la France pour les Jeux de Paris 2024.
- Le pays hôte clôture le délégation, cette année le Japon

Il est dorénavant possible d'avoir deux porte-drapeaux, un homme et une femme.

## Liste des diffuseurs
Pour la première fois, la NBC diffusera la cérémonie d’ouverture des JO de Tokyo en direct.
- Belgique : RTBF[20]
- États-Unis : NBC
- France : France Télévisions[21]